# 周啟宇
周啟宇，中華民國外交官。畢業於淡江大學歷史學系學士、美國研究所碩士。1999年任職於外交部，曾任駐美國臺北經濟文化代表處／駐紐約臺北經濟文化辦事處秘書、駐馬來西亞臺北經濟文化辦事處政治組長、外交部亞西及非洲司專門委員、外交部領事事務局國會聯絡組召集人、外交部亞東太平洋司副司長等職務，現任駐邁阿密臺北經濟文化辦事處總領事銜處長。

## 職業生涯
周啟宇在擔任外交部亞西及非洲司科長期間，處理多起中華民國籍漁船遭海盗（包括索馬利亞海盜）劫持或攻擊案件，例如旭富1號、瑞滿發號、金億穩號、泰源227號、日春財68號等，以及海上急難救助或喋血犯罪案件，例如來慶號、福甡11號等。
2022年5月，台北市進出口商業同業公會與菲律賓出口商協會（Philippine Exporters Confederation, Inc., PHILEXPORT）簽署合作備忘錄並締結姐妹會；
10月，臺灣陽明山國家公園管理處與韓國慶州國立公園管理事務所簽署合作備忘錄，外交部亞東太平洋司副司長周啟宇皆到場見證。
2023年2月，土耳其南部發生大地震，駐邁阿密辦事處長周啟宇前往土耳其駐邁阿密總領事館，代表政府與人民表達關切，並於弔唁簿簽寫悼詞。
2023年4月，周啟宇應美國海軍東南區與大羅德岱堡國際姊妹市委員會（Greater Fort Lauderdale Sisiter City International）邀請，出席羅德岱堡港「2023軍艦週外交團酒會」（Fleet Week 2023 Diplomatic Reception Gala），並與在場的美國海軍軍官會面。
2023年5月，周啟宇代表政府接受美國糧食濟貧組織總裁芮恩（Ed Raine）頒贈「夥伴貢獻獎」，以感謝臺灣在拉丁美洲與加勒比海地區的糧食濟貧組織合作，從事慈善救濟。
周啟宇在擔任駐邁阿密辦事處長期間，先後與佛羅里達州務卿拜爾德、眾議院議長倫納、參議院議長帕西多莫、羅德岱堡市長特蘭塔利斯、邁阿密海灘市長吉爾伯、都瑞爾市長佛拉加（Christi Fraga）等人會面。